# Rihtarovci
Rihtarovci – wieś w Słowenii, w gminie Radenci. W 2018 roku liczyła 109 mieszkańców.